# Krzysztof Budziakowski
Krzysztof Budziakowski (ur. 24 maja 1958 w Krakowie) – polski publicysta, poeta, działacz społeczny i przedsiębiorca.

## Życiorys
W czasie studiów (filozofia na Uniwersytecie Jagiellońskim) zaangażował się w działalność opozycyjną, był jednym z członków Grupy Inicjatywnej Niezależnego Zrzeszenia Studentów UJ oraz Klubu Myśli Patriotycznej „Jagiellonia”. Wiosną 1981 r. założył i prowadził wydawnictwo NZS UJ „Jagiellonia”, współzałożył także wydawnictwo „ABC”, był również współinicjatorem powstania i redaktorem prowadzącym pisma społeczno-kulturalnego „Bez tytułu”.
W czasie stanu wojennego prowadził podziemne Krakowskie Towarzystwo Wydawnicze w którym, poza cenzurą, wydał kilkadziesiąt książek i druków. W osobistym porozumieniu z Jerzym Giedroyciem (założycielem Instytutu Literackiego i wydawcą paryskiej „Kultury”) drukował polskie reedycje „Zeszytów Historycznych”, zajmował się również kolportażem nielegalnych wydawnictw. Rozpracowywany przez Wojewódzki Urząd Spraw Wewnętrznych w Krakowie, najpierw w grupie związanej z czasopismem „Arka”, później zaś przez SB personalnie, w ramach indywidualnej operacji rozpoznania pod kryptonimem „Noe”. Wielokrotnie zatrzymywany, przesłuchiwany, poddawany rewizjom przez Służbę Bezpieczeństwa. W roku 2005 Instytut Pamięci Narodowej przyznał mu status pokrzywdzonego.
W 1990 roku został współzałożycielem Czasu Krakowskiego, był także prezesem wydawnictwa tej gazety. W tym samym roku założył również Kancelarię Obsługi Inwestycji i Biuro Architektoniczne KB Projekt.
W 2009 roku doprowadził do ustanowienia medalu „Niezłomnym w słowie”, honorującego podziemnych wydawców i innych działaczy opozycyjnych czasu PRL. Należy do kapituły medalu.
Założyciel i prezes Fundacji im. Zygmunta Starego, organizacji pozarządowej podejmującej inicjatywy o charakterze patriotycznym i prospołecznym. Organizator i sponsor akcji charytatywnych i społecznych, między innymi akcji „Dom od Serca”, której celem była pomoc przy odbudowie domów zniszczonych przez powodzie.
W 2012 został Rzecznikiem Związku Przedsiębiorców i Pracodawców w woj. małopolskim.
Autor szkiców, artykułów i utworów poetyckich publikowanych m.in. w „Arcanach”, „Rzeczpospolitej” i „Toposie”. W latach 2008–2010 redaktor naczelny internetowego portalu informacyjnego netbird.pl. Należy do Stowarzyszenia Dziennikarzy Polskich.

## Wybrane publikacje
- Choć nasze łodzie przeciekają… notatki lipnickie – wyd. Biblioteka Toposu, Sopot 2020
- My, polani i inne szkice – wyd. Arcana, Kraków 2021
- Po co nam Polska? i inne pytania (red.) – wyd. Fundacja im. Zygmunta Starego, Kraków 2023
- A jeśli ja już nie żyję? – wyd. Austeria, Kraków 2025, ISBN 978-83-7866-626-4

## Odznaczenia
- Krzyż Komandorski Orderu Odrodzenia Polski[9] (2017)
- Krzyż Wolności i Solidarności[10] (2012)
- Medal Stulecia Odzyskanej Niepodległości[11] (2019)
- Odznaka „Zasłużony działacz kultury” (1999)
- Medal „Dziękujemy za Wolność”[12] (2015)
- Odznaka honorowa działacza opozycji antykomunistycznej (2018)